# Chāshnī Dān
Chāshnī Dān (persiska: چاشنی دان) är en ort i Iran.   Den ligger i provinsen Khuzestan, i den centrala delen av landet, 500 km söder om huvudstaden Teheran. Chāshnī Dān ligger 848 meter över havet och antalet invånare är 121.
Terrängen runt Chāshnī Dān är varierad.Runt Chāshnī Dān är det ganska tätbefolkat, med 60 invånare per kvadratkilometer. Närmaste större samhälle är Qal‘eh Tall, 8,6 km sydost om Chāshnī Dān. Omgivningarna runt Chāshnī Dān är i huvudsak ett öppet busklandskap.